# Montesa (kommunhuvudort)
Montesa är en kommunhuvudort i Spanien.   Den ligger i provinsen Província de València och regionen Valencia, i den östra delen av landet, 300 km sydost om huvudstaden Madrid. Montesa ligger 297 meter över havet och antalet invånare är 1 400.
Terrängen runt Montesa är lite kuperad. Runt Montesa är det ganska glesbefolkat, med 28 invånare per kvadratkilometer. Närmaste större samhälle är Ontinyent, 14,8 km söder om Montesa. 